# Branchipodopsis drepane
Branchipodopsis drepane är en kräftdjursart som beskrevs av Barnard 1929. Branchipodopsis drepane ingår i släktet Branchipodopsis och familjen Branchipodidae. Inga underarter finns listade.